# 圉镇镇
圉镇镇是中华人民共和国河南省開封市杞县下辖的一个镇。

## 行政区划
圉镇镇下辖以下村级行政区划单位：
圉南村、圉北村、吴庄村、后城村、常庄村、鲁庄村、王里夏村、庄王村、舒洼村、前刘村、荆岗村、董那村、天池洼村、后刘村、赵集村、乔庙村、焦庄村、铁底河村、梁庄村、孙庄村、郎智岗村、孟大庄村、蔡丘屯村、白木岗村、新庄村、程庄村、袁庄村、江庄村、田堂村、后乔村、大夫李村和孟庄村。